# Rose Marie Kouaho
Rose Marie Kouaho (sinh ngày 27 tháng 10 năm 1977) là một judoka người Bờ Biển Ngà. Cô đã tham gia cuộc thi hạng nhẹ nữ tại Thế vận hội Mùa hè 2000.